# Kabsa
Kabsa (arapski: كبسة‎ kabsah) je jelo od riže koje se uglavnom poslužuju u Saudijskoj Arabiji, gdje se smatra za nacionalno jelo, i drugim arapskim država u Perzijskom zaljevu. Kabsa se, međutim, smatra autohtonim jelom iz Jemena. U državama kao što su Katar, Ujedinjeni Arapski Emirati, Bahrein i Kuvajt jelo je popularno poznato kao machbūs (arapski: مكبوس), ali se poslužuje uglavnom na isti način.
Glavni sastojci ovoga jela uz rižu su meso i povrće, te mješavina različitih začina. Začini koji se koriste u pripremi kabsa su u velikoj mjeri odgovorni za okus. To su uglavnom crni papar, klinčić, kardamom, šafran, cimet, crni limun, lovorov list i muškatni oraščić Izmiješani začini su dostupni u nekoliko robnih marki, iako smanjuje vrijeme pripreme može imati različit okus od tradicionalnog kabsa. Glavni sastojak koji se koristi uz začine je meso, najčešće se koristi piletina, a može se koristit jaretina, devino meso, janjetina, ponekad i junetina, riba i škampi. 